# Assais-les-Jumeaux
Assais-les-Jumeaux település Franciaországban, Deux-Sèvres megyében. Lakosainak száma 766 fő (2022. január 1.). Assais-les-Jumeaux Airvault, Le Chillou, Pressigny, Saint-Loup-Lamairé, Thénezay, Craon, La Grimaudière és Moncontour községekkel határos.

## Népesség
A település népességének változása:
| Lakosok száma | 782  | 788  | 793  | 774  | 767  | 769  | 770  | 770  | 766  |
|               | 2013 | 2015 | 2016 | 2017 | 2018 | 2019 | 2020 | 2021 | 2022 |